# Caesalpinia hymenocarpa
Caesalpinia hymenocarpa är en ärtväxtart som först beskrevs av David Prain, och fick sitt nu gällande namn av T.A. Hattink. Caesalpinia hymenocarpa ingår i släktet Caesalpinia och familjen ärtväxter. Inga underarter finns listade i Catalogue of Life.